# Berenguer Gairan
Berenguer Gairan (Montpeller, segle XIII - ?, ?) va ser un marí occità al servei de Jaume I d'Aragó durant la Croada contra Al-Mayûrqa. Havia estat diverses vegades a Mayûrqa en viatges comercials i coneixia bé l'illa i la ruta per arribar-hi. Fou nomenat còmit de la galera reial i destacà en el comandament de l'estol croat al capejar la tempesta que els desvià de la ruta de desembarcament prevista. Guià l'estol fins al refugi de Sa Dragonera i després fins a la cala on es produí el Desembarcament de Santa Ponça. El rei Jaume I d'Aragó el recompensà amb sis jovades de terra a Sineu.